# Банкер (Мисури)
Банкер (енгл. Bunker) град је у америчкој савезној држави Мисури.

## Демографија
По попису из 2010. године број становника је 407, што је 20 (-4,7%) становника мање него 2000. године.
| Група             | 2000.       | 2010.       |
| Белци             | 397 (93,0%) | 400 (98,3%) |
| Афроамериканци    | 1 (0,2%)    | 0 (0,0%)    |
| Азијати           | 1 (0,2%)    | 0 (0,0%)    |
| Хиспаноамериканци | 9 (2,1%)    | 4 (1,0%)    |
| Укупно            | 427         | 407         |